# 비전 (2018년 영화)
《비전》(일본어: ビジョン, 영어: Vision)은 2018년 6월에 개봉한 일본, 프랑스의 드라마 영화이다. 가와세 나오미가 감독과 각본을 맡았다. 일본에서는 2019년 6월 8일에, 프랑스에서는 2018년 11월 28일에, 독일은 2019년 1월 31일에 개봉되었다.

## 줄거리
997년에 한번씩 피는 희귀한 약초 비전. 이것을 찾기 위해 프랑스인 기자 잔느는 일본의 산골 마을을 방문하게 되는데...

## 출연진
- 줄리엣 비노쉬 - 잔느 역
- 나가세 마사토시 - 사토시 역
- 이와타 타카노리 - 린 역
- 미나미 - 하나 역
- 모리야마 미라이 - 가쿠 역
- 나츠키 마리 - 아키 역